# Eumelea fumicosta
Eumelea fumicosta là một loài bướm đêm trong họ Geometridae.